# Fernando Chalana
Fernando Albino de Sousa Chalana (10 de febrer de 1959) és un exfutbolista portuguès de la dècada de 1980 i entrenador.
Pel que fa a clubs, defensà els colors de SL Benfica, Girondins de Bordeus, CF Belenenses i CF Estrela Amadora.
Fou 27 cops internacional amb la selecció portuguesa. El moment àlgid de la seva carrera fou a l'Eurocopa 1984 en la qual, juntament a Rui Jordão, portà la selecció a semifinals.

## Palmarès
Benfica
- Primeira Divisão: 1975-76, 1976-77, 1980-81, 1982-83, 1983-84, 1988-89
- Taça de Portugal: 1979-80, 1980-81, 1982-83
- Supercopa Cândido de Oliveira: 1980, 1989
- Taça de Honra (3)

Bordeaux
- Ligue 1: 1984-85, 1986-87
- Coupe de France: 1985-86, 1986-87
- Trophée des champions: 1986